# Симон II (Цвайбрюкен)
Симон II фон Цвайбрюкен (на немски: Simon von Zweibrücken, † 1311/1312) от династията на Валрамидите е граф на Графство Цвайбрюкен-Щауф от 1308 до 1311 г.

## Произход
Той е първият син на граф Валрам I († декември 1308) и съпругата му Агнес от Водемон († 1282 или пр. 1302).

## Фамилия
Симон II се жени ок. 1300 г. за Агнес фон Саарбрюкен († между 24 февруари и 1 март 1337), дъщеря на граф Йохан I фон Саарбрюкен († 1342). Имат две деца:
- Валрам II († 1366), последва баща си като граф на Цвайбрюкен, ∞ Рената Йохана графиня на Бар
- Агнес, ∞ Лудвиг фон Киркел († сл. 1380)

Симон умира между есента 1311 и лятото 1312 г. Вдовицата му Агнес фон Саарбрюкен е до около 1327 г. регентка на малолетния им син Валрам.